# Sifonàpters
Els sifonàpters (Siphonaptera, del grec siphōn, "tub", a, "no" i pteron, "ala") són un ordre d'insectes endopterigots ectoparàsits de mamífers i aus, coneguts popularment com a puces o pulces. Tots aquests són paràsits externs que s'alimenten de la sang dels seus hostes. Les puces no tenen ales. La classificació taxonòmica és complicada, ja que no segueix les regles d'altres insectes. Antigament es considerava que derivaven dels dípters basat en similituds de les formes larvàries. Les puces en molts casos només ocasionen molèsties lleus, en alguns casos es poden produir reaccions al·lèrgiques a la saliva de la puça, inflamació de les picades i coïssor, pèrdua de cabell (en gratar-se la zona picada), anèmia (casos d'infestacions severes), i eventualment actuen com a vector de malalties greus com la pesta bubònica o el tifus. Algunes espècies de puça comunes són:
- Ctenocephalides felis (puça de gat i gos)
- Ctenocephalides canis (puça de gos)
- Pulex irritans (puça humana),
- Nosopsyllus fasciatus (puça de rata),
- Xenopsylla cheopis (puça de rata).

## Cicle de vida i desenvolupament

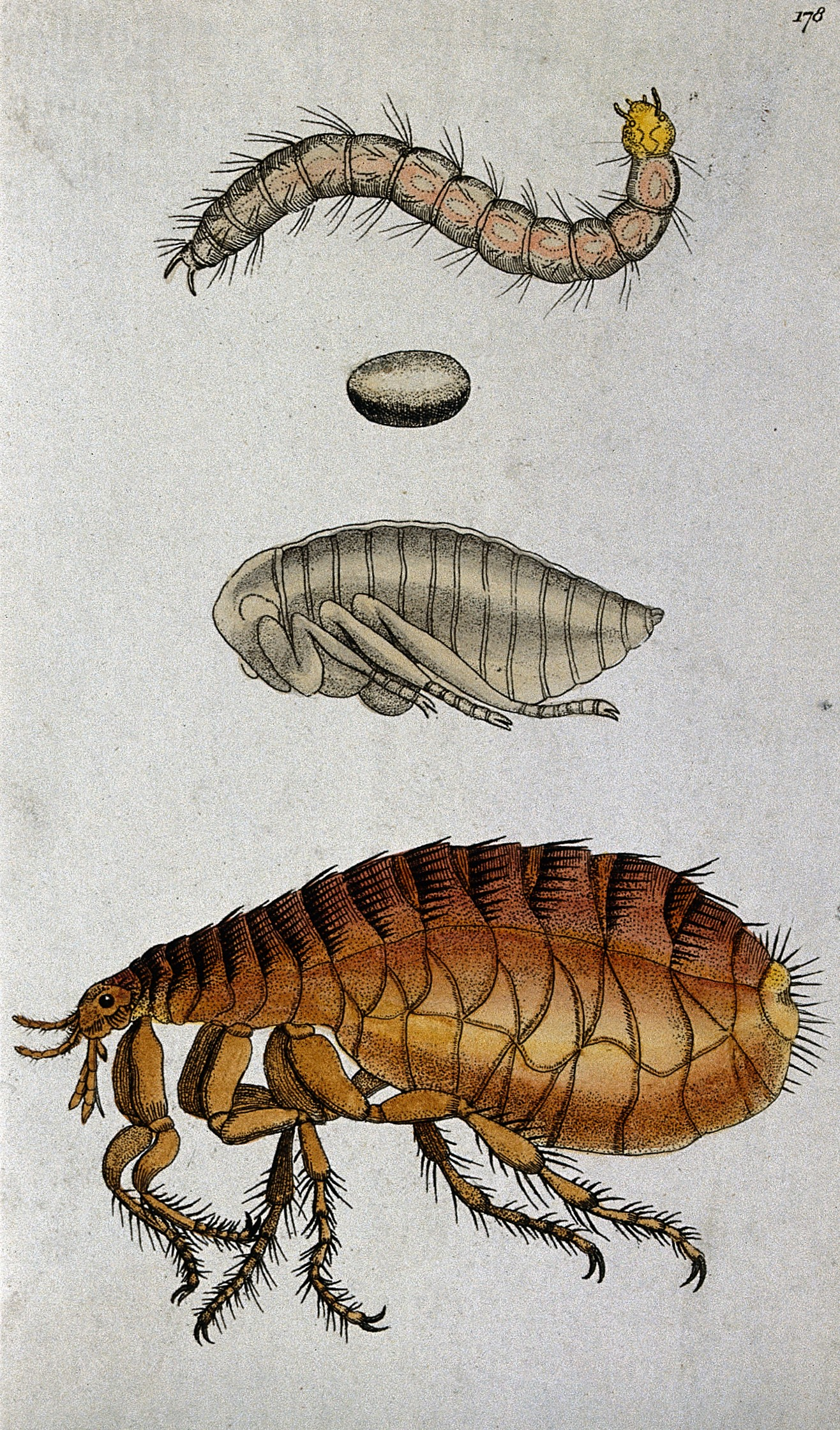
Ctenocephalides canis (de dalt a baix) larva, ou, pupa i adult.

Els sifonàpters són insectes holometàbolos, que passen per les quatre etapes del cicle biològic d'ou, larva, pupa i imago (adult). En la majoria de les espècies, ni les puces femenines ni els mascles són completament madures quan emergeixen per primera vegada, sinó que s'han d'alimentar de sang abans que puguin reproduir-se. El primer menjar de sang desencadena la maduració dels ovaris en les femelles i la dissolució de l'endoll testicular en els mascles, i aviat es produeix la còpula. Algunes espècies es reprodueixen durant tot l'any, mentre que d'altres sincronitzen les seves activitats amb els cicles de vida dels seus hostes o amb els factors ambientals locals i les condicions climàtiques. Les poblacions de sifonàpters consisteixen aproximadament en un 50-57% d'ous, un 34-35% de larves, un 8-10% de pupes i un 1-5% d'adults.

### Ou
El nombre d'ous posats depèn de l'espècie, amb mides de lots que oscil·len entre dues i diverses desenes. El nombre total d'ous produïts al llarg de la vida d'una femella (fecunditat) varia d'uns cent a diversos milers. En algunes espècies, el sifonàpter viu al niu o cau de l'hoste i els ous es dipositen al substrat, però en altres, els ous es posen a l'hoste mateix i poden caure fàcilment a terra. A causa d'això, les zones on l'hoste descansa i dorm es converteixen en un dels hàbitats primaris dels ous i de les larves en desenvolupament. Els ous triguen dos o tres dies a eclosionar.

### Larva

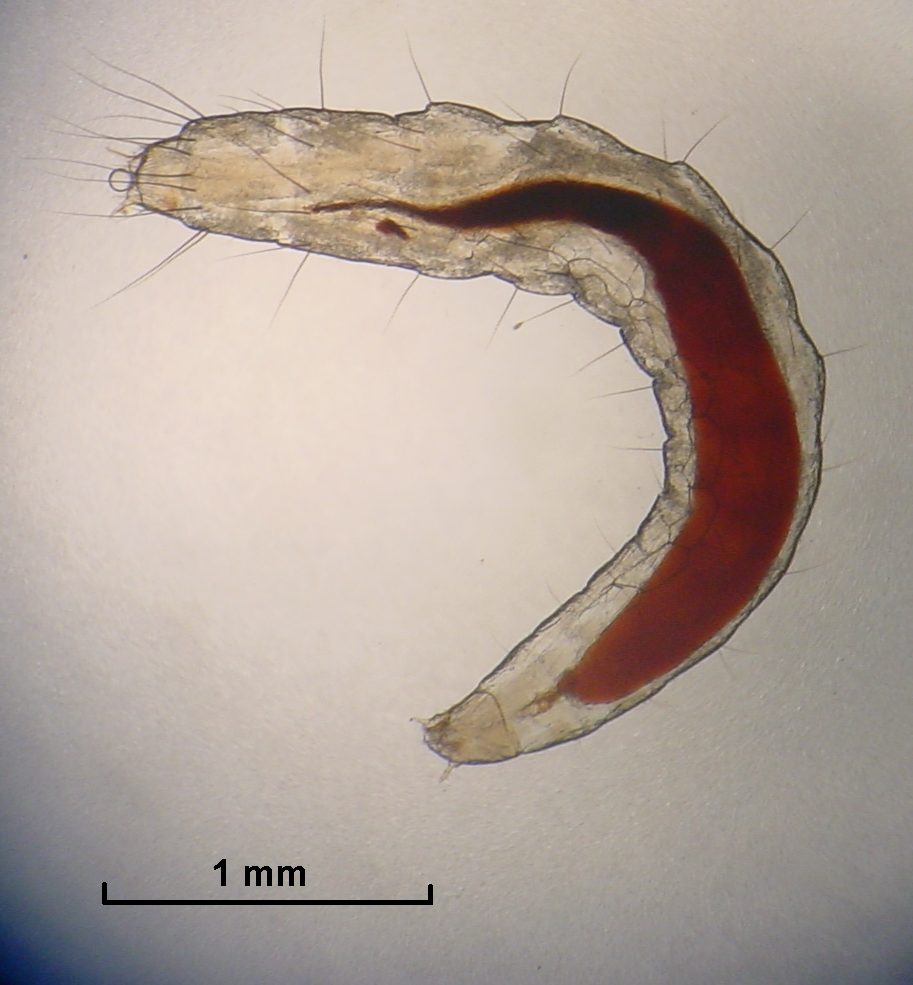
Larva de sifonàpter.

Les larves de sifonàpter emergeixen dels ous per alimentar-se de qualsevol material orgànic disponible, com ara insectes morts, excrements, ous coespecificitats i matèria vegetal. En estudis de laboratori, sembla necessària una certa diversitat alimentària per al desenvolupament adequat de la larva. Les dietes només amb sang permeten que només el 12% de les larves madurin, mentre que les dietes amb sang i llevats o menjar per a gossos permeten que gairebé totes les larves madurin. Un altre estudi també va demostrar que el 90% de les larves maduraven en adults quan la dieta incloïa ous no viables. Són cegues i eviten la llum solar, mantenint-se en llocs foscos i humits com ara sorra o terra, esquerdes i escletxes, sota les catifes i als llits. Tota la fase larvària dura entre quatre i divuit dies.

### Pupa
Donat un subministrament adequat d'aliments, les larves pupen i teixeixen capolls de seda després de tres estadis larvaris. Dins del capoll, la larva muda per darrera vegada i experimenta una metamorfosi en la forma adulta. Això pot trigar només quatre dies, però pot trigar molt més en condicions adverses, i segueix una etapa de longitud variable durant la qual l'adult pre-emergent espera una oportunitat adequada per sortir. És possible que hi hagi un gran nombre de sifonàpters preemergents en entorns sense sifonàpters, i la introducció d'un hoste adequat pot desencadenar una aparició massiva.

### Adult
Un cop la puça arriba a l'edat adulta, el seu objectiu principal és trobar sang i després reproduir-se. Els sifonàpters femelles poden posar 5.000 o més ous al llarg de la seva vida, cosa que permet un ràpid augment del seu nombre. En general, un sifonàpter adult només viu 2 o 3 mesos. Sense un hoste que proporcioni un menjar de sang, la vida d'un sifonàpter pot ser tan curta com uns quants dies. En condicions ideals de temperatura, subministrament d'aliments i humitat, les puces adultes poden viure fins a un any i mig. Les temperatures òptimes per al cicle de vida de la puça són de 21 °C a 30 °C (70 °F a 85 °F) i la humitat òptima és del 70%.
Les puces femelles adultes de conill, Spilopsyllus cuniculi, poden detectar els nivells canviants d'hormones cortisol i corticosterona a la sang del conill que indiquen que està a punt de donar a llum. Això desencadena la maduresa sexual de les puces i comencen a produir ous. Tan bon punt neixen les cries de conill, les puces baixen cap a elles i un cop a bord comencen a alimentar-se, aparellar-se i posar ous. Després de 12 dies, les puces adultes tornen a la mare. Completen aquesta minimigració cada vegada que dona a llum.

## Biologia: relació amb l'hoste

Parts del cos d'una puça.

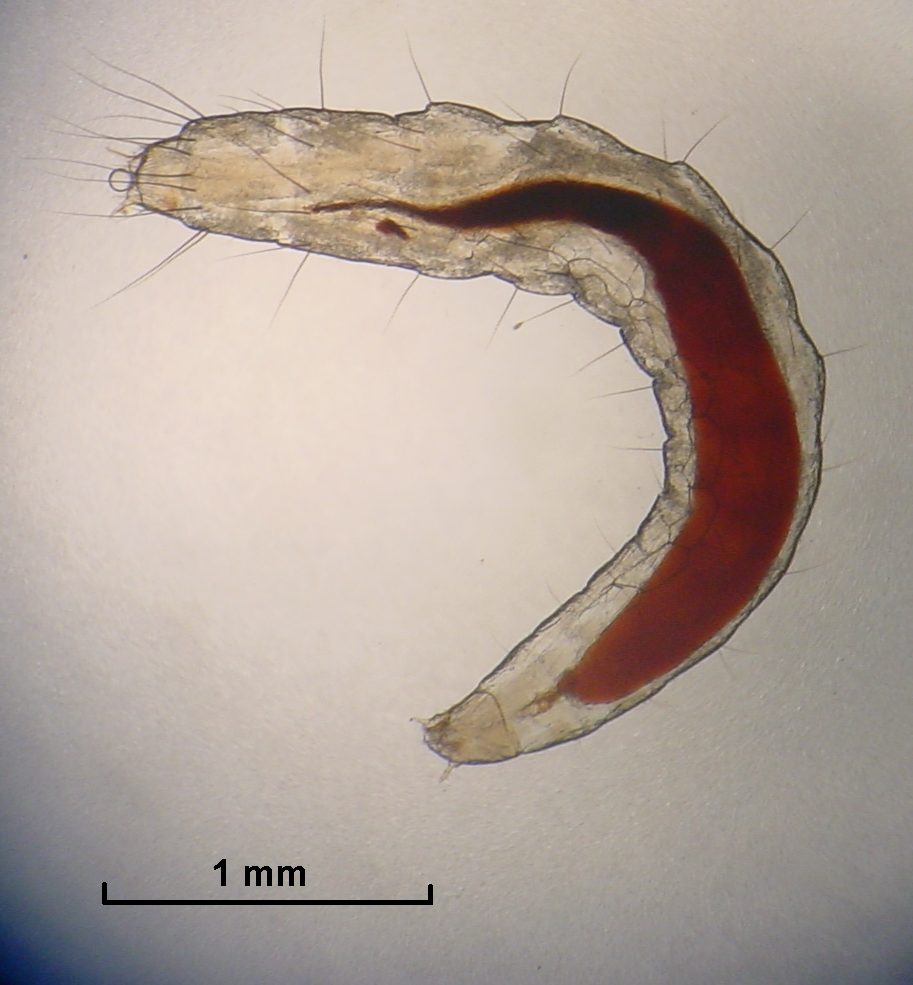
Larva de puça.

Les puces són insectes holometàbols, és a dir, passen per un complet cicle vital consistent en ou, larva, pupa i adult. El temps que triga a completar el cicle d'ou a adult varia entre dues setmanes a vuit mesos en funció de la temperatura, humitat, aliment i espècie. Normalment després d'alimentar-se de sang, la puça femella diposita entre 15 i 20 ous diàriament fins a un màxim de 600 al llarg de la vida, usualment sobre l'hoste (gossos, gats, rates, conills, ratolins, esquirols llistats, ossos rentadors, sarigues guineus, gallines, humans, etc.). Els ous dipositats solts en el pelatge, cauen arreu, especialment on descansa, dorm o nia l'hoste (estoretes, catifes, mobles entapissats, casetes de gossos i gats, gosseres, sorrals, etc.).
Els ous s'obren d'entre dos dies a dues setmanes després surten larves que es troben en els interiors de les cases a les esquerdes i clivelles del terra, al llarg dels sòcols, sota les vores de les catifes, en mobles o llits. El desenvolupament a la intempèrie té lloc en grava i terres de sorrencs, (caixes|capses de sorra humides, baixos de les cases brutes, sota els arbusts, etc.) on l'hoste descansa o dorm. La sorra i la grava són molt adequades per al desenvolupament larvari, raó per la qual les puces són anomenades erròniament "puces de sorra".
Les larves són cegues, eviten la llum, passen per tres mudes larvàries i triguen entre una setmana i diversos mesos en desenvolupar-se completament. S'alimenten principalment de sang digerida dels excrements de puces adultes, pell morta, pèl, plomes i altres restes orgàniques (les larves no xuclen sang.) Les pupes maduren dins d'un capoll de seda teixit per la larva, al qual s'adhereixen pèl de les mascotes, fibres de les catifes, pols, trossos d'herba i altres restes. En el temps de cinc a catorze dies, emergeixen les puces adultes o poden romandre en repòs (dormició) en el capoll fins a detectar vibració (moviment de persones o mascotes), pressió (l'hoste recolzat sobre elles), calor, humitat o diòxid de carboni (significant que una potencial font de sang és a prop). La majoria de les puces passa l'hivern en l'estat de larva o pupa amb millor supervivència i creixement durant hiverns càlids i humits i la primavera.
A més del grau de relació d'un hoste potencial amb l'hoste original de la puça, s'ha demostrat que les puces aviàries que exploten una varietat d'hostes, només parasiten espècies amb baixes respostes immunes. En general, l'especificitat de l'hoste disminueix a mesura que disminueix la mida de l'espècie d'acollida. Un altre factor són les oportunitats de què disposa la puça per canviar d'espècie hoste. Aquestes són més petites en els ocells que nidifiquen colonialment, on la puça mai no es trobi amb una altra espècie, que en els ocells nidificants solitaris. Un hoste gran i de llarga vida proporciona un entorn estable que afavoreix els paràsits específics de l'hoste.

### Efectes de les picades
Les puces són principalment una molèstia per als seus hostes, causant una sensació de picor que al seu torn fa que l'hoste intenti eliminar la plaga picant, picotejant o rascant-se. Les picades de puces provoquen la formació d'un nòdul lleugerament elevat, inflat i irritant a l'epidermis al lloc de cada picada, amb un únic punt de punció al centre, com una picada de mosquit.  Això pot provocar una picor eczematosa a la pell. malaltia anomenada dermatitis al·lèrgica a puces, que és freqüent en moltes espècies hostes, inclosos gossos i gats. Les picades sovint apareixen en grups o línies de dues mossegades, i poden provocar picor i inflamació durant algunes setmanes després. Les puces poden provocar una pèrdua secundària del cabell com a resultat de les mossegades freqüents per part de l'animal. També poden causar anèmia en casos extrems.

### Com a vector
Les puces són vectors de malalties víriques, bacterianes i rickettsials dels humans i d'altres animals, així com dels paràsits protozous i helmints. Les malalties bacterianes que transmeten les puces inclouen el tifus murí o endèmic i la pesta bubònica. Les puces poden transmetre Rickettsia typhi, Rickettsia felis, Bartonella henselae i el virus de la mixomatosi. Poden provocar tènies per himenolepiasi i protozous del tripanosoma. Les puces del tipus nigua o pique, científicament coneguts com tunga penetrans,ocasionen la malaltia de la tungiasi, que és un important problema de salut pública a tot el món. Les puces que s'especialitzen com a paràsits en mamífers específics poden utilitzar altres mamífers com a hostes, per la qual cosa els humans poden ser mossegats per puces de gat i gos.